# Humphrey’s Corner
Humphrey’s Corner ist das erste Bilderbuch aus der Humphrey-Reihe der britischen Kinderbuchautorin und Illustratorin Sally Hunter, das im Jahr 1999 bei Viking Children’s Books erschienen ist.

## Inhalt
Der kleine Babyelefant Humphrey macht sich zusammen mit seinem Spielzeughasen Mop auf die Suche nach dem perfekten Ort im Haus zum Spielen: Gemeinsam erkunden sie das Badezimmer, Mamas Schlafzimmer und einen Wandschrank. Überall verweilen und spielen die beiden eine Zeit lang und nehmen einen Gegenstand mit, der in einer Schachtel mit Bindfaden hinterhergezogen wird. Doch der beste Ort zum Spielen ist erst gefunden, als sie in der Küche angelangt sind, in der sich zum einen Humphrey und Mops geheimes Versteck befindet und wo zum anderen Mama nie weit weg ist.

## Besonderheiten
Die Figur des kleinen Elefanten Humphrey erschien zuerst auf Grußkarten, die Penguin Books auf Sally Hunter aufmerksam machten. Auf die Frage des Verlags, ob Hunter ein Kinderbuch mit dem kleinen Elefanten schreiben wolle, antwortete die Autorin, dass sie dieses bereits fertig habe und schon kurze Zeit später wurde Humphrey’s Corner ohne Änderungen gedruckt.
Die eigenen drei Kinder der Autorin haben die Humphrey-Buchreihe maßgeblich beeinflusst: Humphrey geht auf Sally Hunters dreijährigen Sohn Ralph zurück, in späteren Büchern kamen auch noch Tochter Georgie als Figur Lottie und Hunters jüngster Sohn Kim als Baby Jack hinzu.

## Rezeption
Ann Kay schreibt in ihrer Rezension: „Dieses wunderbare Bilderbuch ist absolut liebenswert, ohne übertrieben süßlich zu sein. Es erzählt eine einfache Geschichte, ist aber gleichzeitig mit subtilen Lernanlässen gespickt. […] Jedes Zimmer ist reizend illustriert: Dezente, weiche Bleistiftlinien, in zarten Aquarelltönen koloriert. So sieht eine sichere, sonnige Kindheit voller Nostalgie aus.“ Publishers Weekly schreibt über Humphrey’s Corner: „In dieser sympathischen Geschichte der britischen Autorin und Künstlerin Hunter stellen sonnige, pastellfarbene Bilder und eine ansprechend einfache Erzählung ein Elefantenkind auf der Suche nach einem Platz zum Spielen vor. […] Hunter zelebriert auf sanfte Weise die Unabhängigkeit und Fantasie von Kleinkindern sowie die tröstende Anwesenheit der Mutter und formt mit ihrer Kunst und ihren Worten (die in einer Schriftart gedruckt sind, die die Handschrift nachahmt) eine Geschichte, die in der Tat genau richtig ist. Alter 2-5 Jahre.“

## Referenzen
Das Bilderbuch Humphrey’s Corner ist in dem literarischen Nachschlagewerk 1001 Kinder- und Jugendbücher – Lies uns, bevor Du erwachsen bist! für die Altersstufe 0–3 Jahre enthalten.

## Ausgaben
- Humphrey’s Corner. Viking Children’s Books, UK 1999 (englisch).